# Comuna de Przodkowo
Przodkowo (polaco: Gmina Przodkowo) é uma gminy (comuna) na Polónia, na voivodia de Pomerânia e no condado de Kartuski. A sede do condado é a cidade de Przodkowo.
De acordo com os censos de 2004, a comuna tem 6786 habitantes, com uma densidade 79,5 hab/km².

## Área
Estende-se por uma área de 85,39 km², incluindo:
- área agrícola: 77%
- área florestal: 11%

## Demografia
Dados de 30 de Junho 2004:
|                      | Total   | Total | Mulheres | Mulheres | Homens  | Homens |
| -------------------- | ------- | ----- | -------- | -------- | ------- | ------ |
|                      | pessoas | %     | pessoas  | %        | pessoas | %      |
| População            | 6786    | 100   | 3356     | 49,5     | 3430    | 50,5   |
| Densidade (pop./km²) | 79,5    | 100   | 39,3     | 39,3     | 40,2    | 40,2   |

De acordo com dados de 2005, o rendimento médio per capita ascendia a 2092,15 zł.

## Comunas vizinhas
- Kartuzy, Szemud, Żukowo